# 阿尔特温省
阿尔特温省（土耳其語：Artvin）是位于土耳其东北部与格鲁吉亚交界边境、黑海沿岸的一个省，面積7,436平方公里，首府為阿尔特温。